# Uendel Pereira Gonçalves
Uendel Pereira Gonçalves, meglio noto semplicemente come Uendel (Araranguá, 8 ottobre 1988), è un ex calciatore brasiliano, di ruolo difensore.

## Caratteristiche tecniche
È una terzino sinistro che può giocare anche in posizione più avanzata.